# روبرت إلسويت
روبرت إلسويت (بالإنجليزية: Robert Elswit)‏ (و. 1950 – م) هو مصور سينمائي، ومونتير من الولايات المتحدة الأمريكية . ولد في كاليفورنيا .

## جوائز وترشيحات
حصل على جوائز منها:
- جائزة الأوسكار لأفضل تصوير سينمائي، عن عمل:سوف يكون هناك دم.

ترشح لـ:
- جائزة الأوسكار لأفضل تصوير سينمائي، عن عمل:ليلة سعيدة وحظ سعيد
- جائزة الأوسكار لأفضل تصوير سينمائي، عن عمل:سوف يكون هناك دم.

## روابط خارجية
- روبرت إلسويت على موقع IMDb (الإنجليزية)
- روبرت إلسويت على موقع ألو سيني (الفرنسية)
- روبرت إلسويت على موقع ميوزك برينز (الإنجليزية)
- روبرت إلسويت على موقع أول موفي (الإنجليزية)
- روبرت إلسويت على موقع بوكس أوفيس موجو (الإنجليزية)
- روبرت إلسويت على موقع قاعدة بيانات الأفلام السويدية (السويدية)
- روبرت إلسويت على موقع قاعدة بيانات الفيلم (الإنجليزية)
- روبرت إلسويت على موقع كينوبويسك (الروسية)